# Julie Andrée T.
Julie Andrée T. est une artiste, performeuse, interprète et commissaire québécoise, également ex-championne de natation. Elle collabore avec le groupe de performance Black Market International depuis 2003.

## Biographie
Depuis ses débuts artistiques en 1996, Julie Andrée T. a réalisé des performances et exposé ses œuvres au Canada, aux États-Unis, en Europe, en Asie et en Amérique du Sud et travaillé en collaboration avec l’écrivain et metteur en scène Jacob Wren, le chorégraphe Benoît Lachambre et le collectif belge PONI.
Sa performance Rouge, créée en 2009 pour le Festival TransAmériques, mène l’artiste sur les scènes de Vancouver, d’Avignon, Buenos Aires, La Havane, Paris, de Seattle et de Mexico. Au sujet de cette création, l’artiste affirme : « Rouge est la couleur de toutes les émotions, des émotions extrêmes. Elle parle d'érotisme, de violence, de révolution... Elle me permet d'aller dans tous ces extrêmes. » 
En 2010, Julie Andrée T. performe au Festival d’Avignon pour la première fois avec son spectacle Rouge, où elle est considérée une « révélation ». La même année, elle se produit entre autres à la Biennale de Liverpool, au Push Festival de Vancouver et à la Biennale de La Havane.

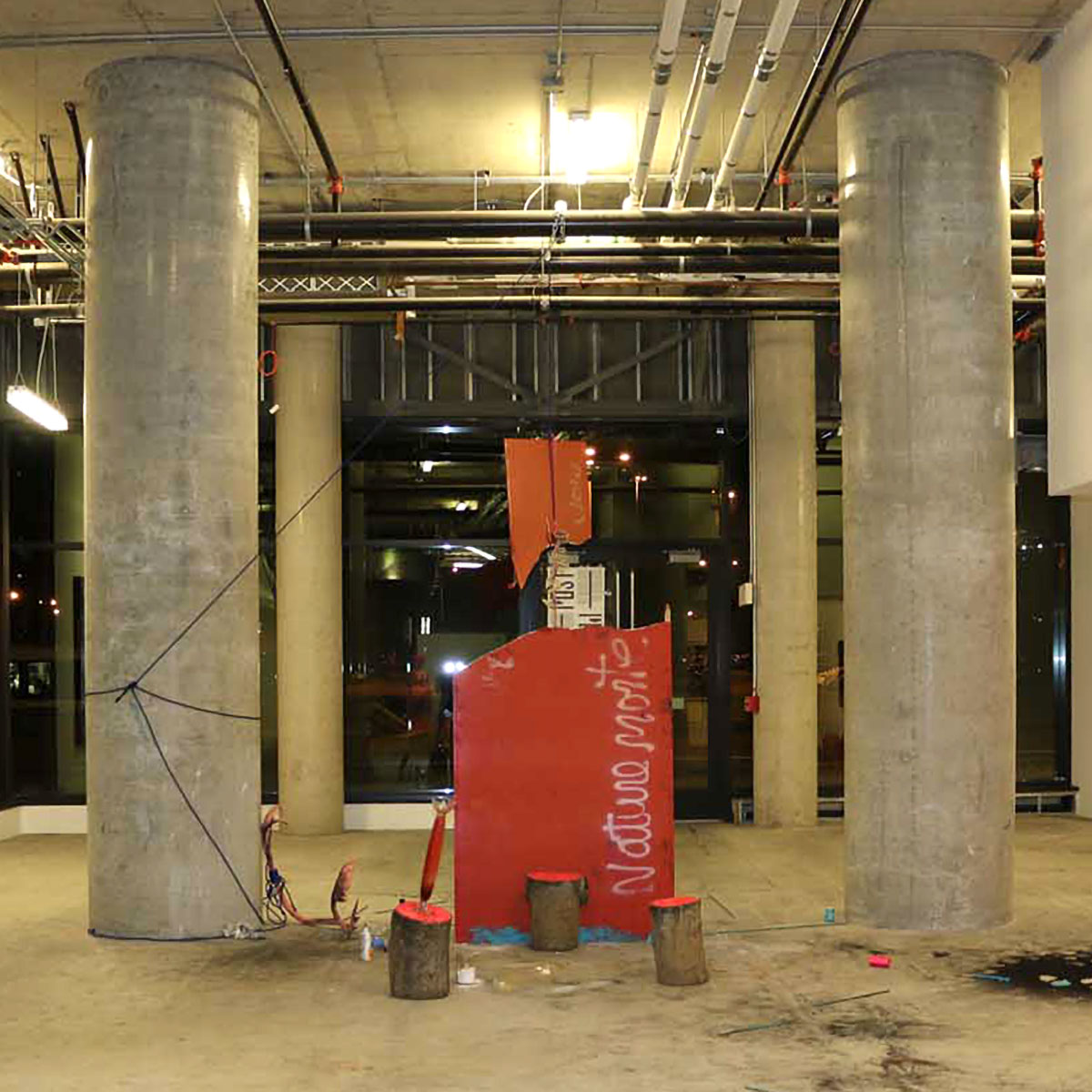
Installation Nature Morte Now, Exposition Dans un monde post: un événement post-punk, 2014

En 2011, le journaliste Jérôme Delgado du journal Le Devoir la décrit comme une « incontournable figure de la performance québécoise ». 
Julie Andrée T. participe à la Manif d’art de Québec en 2014, « la seule biennale hivernale en Amérique du Nord ». En 2018, l'artiste produit des œuvres d’art publiques développées grâce à la politique d’intégration des arts à l’architecture du Ministère de la culture et des communications du Québec.
Parallèlement à ces activités, Julie Andrée T. est professeure invitée à la School of the Museum of Fine Arts de Boston, dans le programme de performance de l’école, de 2008 à 2011. Elle débute un doctorat de recherche en études et pratique des arts à l’UQAM en 2019. 
Julie Andrée T. prend part au projet Post-Punk Art Now avec l’artiste-commissaire Sébastien Pesot en 2016, avec deux extraits de sa performance Nature morte in Québec où elle se recouvre de peinture bleue métallique, dressant ainsi des liens avec l'art spunkt.
En 2020-2021, Julie Andrée T. est commissaire en résidence au sein du centre d’artistes Le LOBE à Chicoutimi, avec pour thématique « le dépaysage » qui « soulève des enjeux actuels d’ordre politique, environnemental, social, philosophique et artistique ». L’espace est au cœur de ses motivations artistiques, et l'artiste explique à ce titre: « Ma démarche en tant que commissaire-artiste implique la documentation et la monstration du processus de recherche, d’échanges avec les artistes, mais aussi avec le public, afin de créer un « espace » de discussion, de réflexion, d’errance poétique ».
Au printemps 2020, elle est également approchée par le maire de Saint-Siméon pour développer le Centre Inouï ; elle y est chargée de la direction artistique.

## Démarche artistique
Les performances et les œuvres de Julie Andrée T. explorent les concepts de l’espace et de la perte d’identité ; le corps fait également partie intégrante de ses œuvres performatives. Sa démarche artistique vise à approfondir « différents champs de questionnement à la fois culturels et existentiels », qui répondent à des enjeux de société, de sociopolitique, mais aussi de rapport au corps et à la vieillesse, qui peuvent s'inscrire dans une réflexion féministe. Ainsi, dans sa performance Nature morte, Julie Andrée T. « présente une succession de moments imagés autour de la déchéance et de la mort portés par son corps. D’abord habillé [sic] en chanteuse de cabaret, puis en tenue verte lumineuse et légère et plus tard dénudé et maculé de peinture bleue, le corps se transforme en allégorie de la vieillesse ».